# Sciara pycnacantha
Sciara pycnacantha är en tvåvingeart som beskrevs av Yang, Zhang och Yang 1993. Sciara pycnacantha ingår i släktet Sciara och familjen sorgmyggor.
Artens utbredningsområde är Fujian (Kina). Inga underarter finns listade i Catalogue of Life.